# Южный опоссум
Южный опоссум (лат. Didelphis marsupialis) — вид млекопитающих из семейства опоссумов.
Южный опоссум распространён в Центральной и Южной Америке. Он обитает на высоте до 2000 метров над уровнем моря. Этот вид хорошо переносит широкий спектр местообитаний, в том числе дождевые леса и субтропические леса, искусственные леса и окраины населённых пунктов, где питается отбросами. Этот вид живёт на экстремальных высотах или в крайне засушливых зонах.
Животное имеет коренастое телосложение. Мех с длинными остевыми волосами, придаёт этим животным несколько растрёпанный вид. Окраска меха на спине часто тёмная, обычно черноватая или сероватая, но в редких случаях может быть беловатой. Окраска меха на брюхе жёлтая или кремовая. На морде мех, прежде всего, беловатый, имеется тёмная полоса от макушки до переносицы и чёрные кольца вокруг обоих глаз. Уши большие и полностью чёрные. Южный опоссум имеет острые когти, длинные усы и, прежде всего, голый цепкий хвост, который немного длиннее, чем тело. Самцы немного крупнее самок и имеют более длинные клыки. Длина тела 37 см, длина хвоста 39,5 см.
Этот вид был достаточно хорошо изучен в северной части ареала. Он ведёт ночной образ жизни, древесный (хотя другие виды из этого рода гораздо более древесные), и как правило, одиночный, хотя две или более особей могут находиться поблизости в период размножения. Они начинают свою повседневную деятельность примерно за час до захода солнца, однако, пик активности наблюдается с 11 вечера до 3 утра. Имеют очень широкий спектр питания, который меняется сезонно. Их рацион включает беспозвоночных, позвоночных, листья, фрукты, нектар и падаль. Независимо от сезона, беспозвоночные — это главный компонент их рациона, в том числе черви, жуки и кузнечики. Имеют очевидный иммунитет к яду многих членов семейства гадюковых и могут нападать на гремучих змей. Самки строят гнездо из листьев в дупле дерева или норе. Они обычно живут менее 2-х лет.
Южный опоссум часто становится жертвой столкновений с автомобилями. Естественными врагами являются оцелот, ягуарунди, южноамериканская гарпия.
Размер приплода меняется с широтой, уменьшаясь около экватора. Сезон размножения также переменный в зависимости от широты. Беременность длится от 13 до 15 дней. У южного опоссума полигинийная система спаривания, в котором самцы конкурируют за самок репродуктивного возраста. Эструс длится от 5 до 32 дней. Когда ресурсы ограничены или недоступны, животные могут принять решение не спариваться. Рождается от 2 до 20 неразвитых детёнышей, но самки имеют только 9 сосков. Новорождённые крошечные, как правило длиной около 1 см и весят около 0,13 грамма. Хотя они слаборазвиты, новорождённые имеют хорошо развитые когти на передних ногах, которые помогают им подняться в сумку матери. После этого, они остаются прикреплёнными к молочным железам в течение примерно 50 дней. Потомство перестаёт кормиться молоком и становится самостоятельным в возрасте от 90 до 125 дней, часто, когда фрукты в изобилии.
Нет больших угроз для этого вида. В Суринаме его добывают ради мяса, которое незаконно вывозят во Французскую Гвиану. Этот вид встречается во многих охранных территориях.